# Liste des choix de repêchages des Canadiens de Montréal
Pour un article plus général, voir Canadiens de Montréal.
Cette liste contient tous les joueurs de hockey sur glace ayant été repêchés par les Canadiens de Montréal, franchise de la Ligue nationale de hockey. Les joueurs listés ci-dessus n'ont pas obligatoirement joué un match sous le maillot de l'équipe. Elle regroupe les joueurs depuis le Repêchage de 1963 organisé par la LNH en 1962-1963, jusqu’à aujourd’hui. Il s’agit du premier repêchage de l’histoire de la LNH,. Les joueurs sont classés par année de repêchage. Les deux premières colonnes donnent le rang et le tour duquel le joueur a été repêché suivis de son nom, de sa nationalité et de sa position de jeu.

## Les repêchages amateurs

### 1963
| No | Tour | Nom              | Nationalité | Position  |
| -- | ---- | ---------------- | ----------- | --------- |
| 1  | 1er  | Garry Monahan    | Canada      | Centre    |
| 7  | 2e   | Rodney Presswood | Canada      | Défenseur |
| 13 | 3e   | Roy Pugh         | Canada      | Centre    |
| 18 | 4e   | Glen Shirton     | Canada      | Défenseur |

### 1964
| No | Tour | Nom            | Nationalité | Position      |
| -- | ---- | -------------- | ----------- | ------------- |
| 6  | 1er  | Claude Chagnon | Canada      | Défenseur     |
| 12 | 2e   | Guy Allen      | Canada      | Défenseur     |
| 18 | 3e   | Paul Reid      | Canada      | Centre        |
| 24 | 4e   | Michel Jacques | Canada      | Ailier gauche |

### 1965
| No | Tour | Nom             | Nationalité | Position  |
| -- | ---- | --------------- | ----------- | --------- |
| 5  | 1er  | Pierre Bouchard | Canada      | Défenseur |

### 1966
| No | Tour | Nom             | Nationalité | Position       |
| -- | ---- | --------------- | ----------- | -------------- |
| 5  | 1er  | Phil Myre       | Canada      | Gardien de but |
| 11 | 2e   | Moe St. Jacques | Canada      | Centre         |
| 17 | 3e   | Jude Drouin     | Canada      | Attaquant      |
| 23 | 4e   | Bob Pate        | Canada      | Défenseur      |

### 1967
| No | Tour | Nom          | Nationalité | Position     |
| -- | ---- | ------------ | ----------- | ------------ |
| 8  | 1er  | Elgin McCann | Canada      | Ailier droit |

### 1968
| No | Tour | Nom           | Nationalité | Position       |
| -- | ---- | ------------- | ----------- | -------------- |
| 1  | 1er  | Michel Plasse | Canada      | Gardien de but |
| 2  | 1er  | Roger Belisle | Canada      | Centre         |
| 3  | 1er  | Jim Pritchard | Canada      | Défenseur      |
| 23 | 3e   | Don Grierson  | Canada      | Ailier droit   |

### 1969
| No | Tour | Nom             | Nationalité | Position       |
| -- | ---- | --------------- | ----------- | -------------- |
| 1  | 1er  | Réjean Houle    | Canada      | Ailier droit   |
| 2  | 1er  | Marc Tardif     | Canada      | Ailier gauche  |
| 32 | 3e   | Bobby Sheehan   | États-Unis  | Centre         |
| 44 | 4e   | Murray Anderson | Canada      | Défenseur      |
| 56 | 5e   | Gary Doyle      | Canada      | Gardien de but |
| 63 | 6e   | Guy Delparte    | Canada      | Défenseur      |
| 68 | 6e   | Lynn Powis      | Canada      | Centre         |
| 74 | 7e   | Ian Wilkie      | Canada      | Gardien de but |
| 75 | 7e   | Dale Power      | Canada      | Centre         |
| 79 | 8e   | Frank Hamill    | Canada      | Attaquant      |
| 83 | 9e   | Gilles Drolet   | Canada      | Défenseur      |
| 84 | 10e  | Darrel Knibbs   | Canada      | Centre         |

### 1970
| No  | Tour | Nom           | Nationalité | Position       |
| --- | ---- | ------------- | ----------- | -------------- |
| 5   | 1er  | Ray Martyniuk | Canada      | Gardien de but |
| 6   | 1er  | Chuck Lefley  | Canada      | Centre         |
| 31  | 3e   | Steve Carlyle | Canada      | Défenseur      |
| 45  | 4e   | Cal Hammond   | Canada      | Gardien de but |
| 52  | 4e   | John French   | Canada      | Ailier gauche  |
| 66  | 5e   | Rick Wilson   | Canada      | Défenseur      |
| 80  | 6e   | Robert Brown  | Canada      | Défenseur      |
| 93  | 7e   | Bob Fowler    | États-Unis  | Ailier droit   |
| 105 | 8e   | Ric Jordan    | Canada      | Défenseur      |

### 1971
| No | Tour | Nom            | Nationalité | Position       |
| -- | ---- | -------------- | ----------- | -------------- |
| 1  | 1er  | Guy Lafleur    | Canada      | Ailier droit   |
| 7  | 1er  | Chuck Arnason  | Canada      | Ailier droit   |
| 11 | 1er  | Murray Wilson  | Canada      | Ailier gauche  |
| 20 | 2e   | Larry Robinson | Canada      | Défenseur      |
| 24 | 2e   | Michel DeGuise | Canada      | Gardien de but |
| 25 | 2e   | Terry French   | Canada      | Centre         |
| 31 | 3e   | Jim Cahoon     | Canada      | Centre         |
| 45 | 4e   | Ed Sidebottom  | Canada      | Défenseur      |
| 53 | 4e   | Greg Hubick    | Canada      | Défenseur      |
| 67 | 5e   | Mike Busniuk   | Canada      | Défenseur      |
| 81 | 6e   | Ross Butler    | Canada      | Ailier droit   |
| 95 | 7e   | Peter Sullivan | Canada      | Centre         |

### 1972
| No  | Tour | Nom              | Nationalité | Position       |
| --- | ---- | ---------------- | ----------- | -------------- |
| 4   | 1er  | Steve Shutt      | Canada      | Ailier gauche  |
| 6   | 1er  | Michel Larocque  | Canada      | Gardien de but |
| 8   | 1er  | Dave Gardner     | Canada      | Centre         |
| 14  | 1er  | John Van Boxmeer | Canada      | Défenseur      |
| 46  | 3e   | Ed Gilbert       | Canada      | Centre         |
| 62  | 4e   | Dave Elenbaas    | Canada      | Gardien de but |
| 66  | 5e   | William Nyrop    | États-Unis  | Défenseur      |
| 94  | 6e   | Ryan D'Arcy      | Canada      | Centre         |
| 110 | 7e   | Yves Archambault | Canada      | Gardien de but |
| 126 | 8e   | Graham Parsons   | Canada      | Gardien de but |
| 142 | 9e   | Eddie Bumbacco   | Canada      | Ailier gauche  |
| 151 | 10e  | Fred Riggall     | Canada      | Ailier droit   |
| 152 | 11e  | Ronald Leblanc   | Canada      | Ailier droit   |

### 1973
| No  | Tour | Nom              | Nationalité | Position       |
| --- | ---- | ---------------- | ----------- | -------------- |
| 8   | 1er  | Bob Gainey       | Canada      | Ailier gauche  |
| 17  | 2e   | Glenn Goldup     | Canada      | Ailier droit   |
| 22  | 2e   | Peter Marrin     | Canada      | Centre         |
| 32  | 2e   | Ron Andruff      | Canada      | Centre         |
| 37  | 3e   | Ed Humphreys     | Canada      | Gardien de but |
| 56  | 4e   | Alan Hangsleben  | États-Unis  | Défenseur      |
| 64  | 4e   | Rich Latulippe   | Canada      | Centre         |
| 80  | 5e   | Gerard Gibbons   | Canada      | Défenseur      |
| 96  | 6e   | Denis Patry      | Canada      | Ailier droit   |
| 112 | 7e   | Michel Belisle   | Canada      | Centre         |
| 128 | 8e   | Mario Desjardins | Canada      | Ailier gauche  |
| 143 | 9e   | Bob Wright       | Canada      | Ailier droit   |
| 158 | 10e  | Al Labrecque     | Canada      | Centre         |
| 166 | 11e  | Gordon Halliday  | Canada      | Ailier droit   |
| 167 | 12e  | Robert Raeder    | États-Unis  | Gardien de but |
| 168 | 13e  | Louis Chiasson   | Canada      | Centre         |

### 1974
| No  | Tour | Nom             | Nationalité | Position     |
| --- | ---- | --------------- | ----------- | ------------ |
| 5   | 1er  | Cam Connor      | Canada      | Ailier droit |
| 7   | 1er  | Doug Risebrough | Canada      | Centre       |
| 10  | 1er  | Rick Chartraw   | Venezuela   | Défenseur    |
| 12  | 1er  | Mario Tremblay  | Canada      | Ailier droit |
| 15  | 1er  | Gord McTavish   | Canada      | Centre       |
| 30  | 2e   | Gary MacGregor  | Canada      | Centre       |
| 33  | 2e   | Gilles Lupien   | Canada      | Défenseur    |
| 51  | 3e   | Marty Howe      | États-Unis  | Défenseur    |
| 61  | 4e   | Barry Legge     | Canada      | Défenseur    |
| 69  | 4e   | Mike McKegney   | Canada      | Ailier droit |
| 105 | 6e   | John Stewart    | Canada      | Centre       |
| 123 | 7e   | Joe Micheletti  | États-Unis  | Défenseur    |
| 140 | 8e   | Jamie Hislop    | Canada      | Ailier droit |
| 157 | 9e   | Gordon Stewart  | Canada      | Centre       |
| 172 | 10e  | Chuck Luksa     | Canada      | Défenseur    |
| 187 | 11e  | Cliff Cox       | Canada      | Centre       |
| 199 | 12e  | Dave Lumley     | Canada      | Ailier droit |
| 209 | 13e  | Mike Hobin      | Canada      | Centre       |

### 1975
| No  | Tour | Nom              | Nationalité | Position       |
| --- | ---- | ---------------- | ----------- | -------------- |
| 9   | 1er  | Robin Sadler     | Canada      | Défenseur      |
| 15  | 1er  | Pierre Mondou    | Canada      | Centre         |
| 22  | 2e   | Brian Engblom    | Canada      | Défenseur      |
| 34  | 2e   | Kelly Greenbank  | Canada      | Ailier droit   |
| 51  | 3e   | Paul Woods       | Canada      | Centre         |
| 52  | 3e   | Pat Hugues       | Canada      | Ailier droit   |
| 70  | 4e   | David Gorman     | Canada      | Ailier droit   |
| 88  | 5e   | Jim Turkiewicz   | Canada      | Défenseur      |
| 106 | 6e   | Michel Lachance  | Canada      | Défenseur      |
| 124 | 7e   | Tim Burke        | États-Unis  | Défenseur      |
| 158 | 9e   | Paul Clarke      | Canada      | Défenseur      |
| 173 | 10e  | Craig Norwich    | États-Unis  | Défenseur      |
| 187 | 11e  | Dave Bell        | Canada      | Centre         |
| 198 | 12e  | Carl Jackson     | Canada      | Gardien de but |
| 204 | 13e  | Michel Brisebois | Canada      | Défenseur      |
| 208 | 14e  | Roger Bourque    | Canada      | Défenseur      |
| 211 | 15e  | Jim Lundquist    | États-Unis  | Défenseur      |
| 214 | 15e  | Don Madson       | États-Unis  | Centre         |
| 215 | 16e  | Bob Bain         | Canada      | Défenseur      |

### 1976
| No  | Tour | Nom              | Nationalité | Position       |
| --- | ---- | ---------------- | ----------- | -------------- |
| 12  | 1er  | Peter Lee        | Angleterre  | Ailier droit   |
| 13  | 1er  | Rod Schutt       | Canada      | Ailier gauche  |
| 18  | 1er  | Bruce Baker      | Canada      | Ailier droit   |
| 36  | 2e   | Barry Melrose    | Canada      | Défenseur      |
| 54  | 3e   | Bill Baker       | États-Unis  | Défenseur      |
| 72  | 4e   | Ed Clarey        | Canada      | Ailier droit   |
| 90  | 5e   | Maurice Barrette | Canada      | Gardien de but |
| 108 | 6e   | Pierre Brassard  | Canada      | Ailier gauche  |
| 118 | 7e   | Rich Gosselin    | Canada      | Centre         |
| 123 | 8e   | John Gregory     | Canada      | Défenseur      |
| 125 | 9e   | Bruce Horsch     | États-Unis  | Gardien de but |
| 127 | 10e  | John Tavella     | Canada      | Ailier gauche  |
| 129 | 11e  | Mark Davidson    | Canada      | Ailier droit   |
| 131 | 12e  | Bill Wells       | Canada      | Ailier gauche  |
| 133 | 13e  | Ron Wilson       | Canada      | Centre         |

### 1977
| No  | Tour | Nom               | Nationalité | Position       |
| --- | ---- | ----------------- | ----------- | -------------- |
| 10  | 1er  | Mark Napier       | Angleterre  | Ailier droit   |
| 18  | 1er  | Normand Dupont    | Canada      | Ailier gauche  |
| 36  | 2e   | Rod Langway       | Canada      | Défenseur      |
| 43  | 3e   | Alain Côté        | Canada      | Ailier gauche  |
| 46  | 3e   | Pierre Lagace     | Canada      | Défenseur      |
| 49  | 3e   | Moe Robinson      | Canada      | Défenseur      |
| 54  | 3e   | Gordie Roberts    | États-Unis  | Défenseur      |
| 64  | 4e   | Rob Holland       | Canada      | Gardien de but |
| 90  | 5e   | Gaétan Rochette   | Canada      | Ailier gauche  |
| 108 | 6e   | Bill Himmelright  | États-Unis  | Défenseur      |
| 124 | 7e   | Richard Sevigny   | Canada      | Gardien de but |
| 137 | 8e   | Keith Hendrickson | Canada      | Défenseur      |
| 140 | 8e   | Mike Reilly       | Canada      | Ailier droit   |
| 152 | 9e   | Barry Borrett     | Canada      | Gardien de but |
| 154 | 9e   | Sid Tanchak       | Canada      | Centre         |
| 160 | 10e  | Mark Holden       | Canada      | Gardien de but |
| 162 | 10e  | Craig Laughlin    | Canada      | Ailier droit   |
| 167 | 11e  | Daniel Poulin     | Canada      | Défenseur      |
| 169 | 11e  | Tom McDonell      | Canada      | Centre         |
| 173 | 12e  | Cary Farelli      | Canada      | Ailier droit   |
| 174 | 12e  | Carey Walker      | Canada      | Gardien de but |
| 176 | 13e  | Mark Wells        | États-Unis  | Ailier gauche  |
| 177 | 13e  | Stan Palmer       | États-Unis  | Défenseur      |
| 179 | 14e  | Jean Belisle      | États-Unis  | Gardien de but |
| 180 | 14e  | Bob Daly          | Canada      | Gardien de but |
| 182 | 15e  | Robert Boileau    | Canada      | Ailier gauche  |
| 183 | 15e  | John Costello     | Canada      | Centre         |

### 1978
| No  | Tour | Nom                | Nationalité      | Position       |
| --- | ---- | ------------------ | ---------------- | -------------- |
| 8   | 1er  | Daniel Geoffrion   | Canada           | Ailier droit   |
| 17  | 1er  | Dave Hunter        | Canada           | Ailier gauche  |
| 30  | 2e   | Dale Yakiwchuk     | Canada           | Centre         |
| 36  | 2e   | Ron Carter         | Canada           | Ailier droit   |
| 42  | 3e   | Richard David      | Canada           | Ailier gauche  |
| 69  | 4e   | Kevin Reeves       | Canada           | Centre         |
| 86  | 5e   | Mike Boyd          | Canada           | Défenseur      |
| 103 | 6e   | Keith Acton        | Canada           | Centre         |
| 120 | 7e   | Jim Lawson         | Canada           | Ailier droit   |
| 137 | 8e   | Larry Landon       | Canada           | Ailier gauche  |
| 154 | 9e   | Kevin Constantine  | États-Unis       | Gardien de but |
| 171 | 10e  | John Swan          | Canada           | Centre         |
| 186 | 11e  | Dan Metivier       | Canada           | Ailier droit   |
| 201 | 12e  | Viacheslav Fetisov | Union soviétique | Défenseur      |
| 212 | 13e  | Jeff Mars          | États-Unis       | Ailier droit   |
| 222 | 14e  | Greg Tignanelli    | États-Unis       | Ailier droit   |
| 225 | 15e  | George Goulakos    | Canada           | Ailier gauche  |
| 227 | 16e  | Ken Moodie         | Canada           | Ailier droit   |
| 229 | 17e  | Serge LeBlanc      | Canada           | Défenseur      |
| 230 | 18e  | Robert Magnuson    | États-Unis       | Centre         |
| 231 | 19e  | Christopher Nilan  | États-Unis       | Ailier droit   |
| 232 | 20e  | Rick Wilson        | Canada           | Gardien de but |
| 233 | 21e  | Louis Sleigher     | Canada           | Ailier droit   |
| 234 | 22e  | Doug Robb          | Canada           | Ailier droit   |

## Les repêchages d'entrée
| Sommaire |
| Repêchages amateurs : 1963 1964 1965 1966 1967 1968 1969 1970 1971 1972 1973 1974 1975 1976 1977 1978 |
| Repêchages d'entrée : 1979 1980 1981 1982 1983 1984 1985 1986 1987 1988 1989 1990 1991 1992 1993 1994 1995 1996 1997 1998 1999 2000 2001 2002 2003 2004 2005 2006 2007 2008 2009 2010 2011 2012 2013 2014 2015 2016 2017 2018 2019 2020 2021 2022 |
| Références |

### 1979
| No  | Tour | Nom            | Nationalité | Position       |
| --- | ---- | -------------- | ----------- | -------------- |
| 27  | 2e   | Gaston Gingras | Canada      | Défenseur      |
| 37  | 2e   | Mats Näslund   | Suède       | Ailier gauche  |
| 43  | 3e   | Craig Levie    | Canada      | Défenseur      |
| 44  | 3e   | Guy Carbonneau | Canada      | Centre         |
| 58  | 3e   | Rick Wamsley   | Canada      | Gardien de but |
| 79  | 4e   | Dave Orleski   | Canada      | Défenseur      |
| 100 | 5e   | Yvan Joly      | Canada      | Ailier droit   |
| 121 | 6e   | Greg Moffett   | États-Unis  | Gardien de but |

### 1980
| No  | Tour | Nom                  | Nationalité | Position       |
| --- | ---- | -------------------- | ----------- | -------------- |
| 1   | 1er  | Douglas Wickenheiser | Canada      | Centre         |
| 27  | 2e   | Ric Nattress         | Canada      | Défenseur      |
| 40  | 2e   | John Chabot          | Canada      | Centre         |
| 45  | 3e   | John Newberry        | Canada      | Centre         |
| 61  | 3e   | Craig Ludwig         | États-Unis  | Défenseur      |
| 82  | 4e   | Jeff Teal            | États-Unis  | Centre         |
| 103 | 5e   | Rémi Gagné           | Canada      | Ailier droit   |
| 124 | 6e   | Mike McPhee          | Canada      | Ailier gauche  |
| 145 | 7e   | Bill Norton          | États-Unis  | Ailier gauche  |
| 166 | 8e   | Steve Penney         | Canada      | Gardien de but |
| 187 | 9e   | John Schmidt         | États-Unis  | Défenseur      |
| 208 | 10e  | Scott Robinson       | Canada      | Gardien de but |

### 1981
| No  | Tour | Nom             | Nationalité | Position       |
| --- | ---- | --------------- | ----------- | -------------- |
| 7   | 1er  | Mark Hunter     | Canada      | Ailier droit   |
| 18  | 1er  | Gilbert Delorme | Canada      | Défenseur      |
| 19  | 1er  | Jan Ingman      | Suède       | Ailier gauche  |
| 32  | 2e   | Lars Eriksson   | Suède       | Gardien de but |
| 40  | 2e   | Chris Chelios   | États-Unis  | Défenseur      |
| 46  | 3e   | Dieter Hegen    | Allemagne   | Centre         |
| 82  | 4e   | Kjell Dahlin    | Suède       | Centre         |
| 88  | 5e   | Steve Rooney    | États-Unis  | Centre         |
| 124 | 6e   | Tom Anastos     | États-Unis  | Ailier droit   |
| 145 | 7e   | Tom Kurvers     | États-Unis  | Défenseur      |
| 166 | 8e   | Paul Gess       | États-Unis  | Ailier gauche  |
| 187 | 9e   | Scott Fergusson | Canada      | Défenseur      |
| 208 | 10e  | Dan Burrows     | Canada      | Gardien de but |

### 1982
| No  | Tour | Nom              | Nationalité | Position      |
| --- | ---- | ---------------- | ----------- | ------------- |
| 19  | 1er  | Alain Héroux     | Canada      | Ailier gauche |
| 31  | 2e   | Jocelyn Gauvreau | Canada      | Défenseur     |
| 32  | 2e   | Kent Carlson     | États-Unis  | Défenseur     |
| 33  | 2e   | David Maley      | États-Unis  | Ailier gauche |
| 40  | 2e   | Scott Sandelin   | États-Unis  | Défenseur     |
| 61  | 3e   | Scott Harlow     | États-Unis  | Ailier gauche |
| 69  | 4e   | John Devoe       | États-Unis  | Ailier droit  |
| 103 | 5e   | Kevin Houle      | États-Unis  | Ailier gauche |
| 117 | 6e   | Ernie Vargas     | États-Unis  | Centre        |
| 124 | 6e   | Michael Dark     | Canada      | Défenseur     |
| 145 | 7e   | Hannu Järvenpää  | Finlande    | Ailier droit  |
| 150 | 8e   | Steve Smith      | Canada      | Défenseur     |
| 166 | 8e   | Tom Kolioupoulos | États-Unis  | Ailier droit  |
| 187 | 9e   | Brian Williams   | États-Unis  | Centre        |
| 208 | 10e  | Robert Emery     | États-Unis  | Défenseur     |
| 229 | 11e  | Darren Acheson   | Canada      | Centre        |
| 250 | 12e  | Bill Brauer      | États-Unis  | Défenseur     |

### 1983
| No  | Tour | Nom               | Nationalité      | Position       |
| --- | ---- | ----------------- | ---------------- | -------------- |
| 17  | 1er  | Alfie Turcotte    | États-Unis       | Centre         |
| 26  | 2e   | Claude Lemieux    | Canada           | Ailier droit   |
| 27  | 2e   | Sergio Momesso    | Canada           | Ailier gauche  |
| 45  | 3e   | Daniel Letendre   | Canada           | Ailier droit   |
| 78  | 4e   | John Kordic       | Canada           | Ailier droit   |
| 98  | 5e   | Dan Wurst         | États-Unis       | Défenseur      |
| 118 | 6e   | Arto Javanainen   | Finlande         | Ailier droit   |
| 138 | 7e   | Vladislav Tretiak | Union soviétique | Gardien de but |
| 158 | 8e   | Rob Bryden        | Canada           | Ailier gauche  |
| 178 | 9e   | Grant McKay       | Canada           | Défenseur      |
| 198 | 10e  | Thomas Rundqvist  | Suède            | Centre         |
| 218 | 11e  | Jeff Perpich      | États-Unis       | Défenseur      |
| 238 | 12e  | Jean-Guy Bergeron | Canada           | Défenseur      |

### 1984
| No  | Tour | Nom             | Nationalité     | Position       |
| --- | ---- | --------------- | --------------- | -------------- |
| 5   | 1er  | Petr Svoboda    | Tchécoslovaquie | Défenseur      |
| 8   | 1er  | Shayne Corson   | Canada          | Ailier gauche  |
| 29  | 2e   | Stephane Richer | Canada          | Ailier droit   |
| 51  | 3e   | Patrick Roy     | Canada          | Gardien de but |
| 54  | 3e   | Graeme Bonar    | Canada          | Ailier droit   |
| 65  | 4e   | Lee Brodeur     | États-Unis      | Centre         |
| 95  | 5e   | Gerry Johannson | Canada          | Défenseur      |
| 116 | 6e   | Jim Nesich      | États-Unis      | Centre         |
| 137 | 7e   | Scott MacTavish | Canada          | Défenseur      |
| 157 | 8e   | Brad McCaughey  | États-Unis      | Ailier droit   |
| 179 | 9e   | Eric Demers     | Canada          | Ailier gauche  |
| 199 | 10e  | Ron Annear      | Canada          | Défenseur      |
| 220 | 11e  | David Tanner    | Canada          | Défenseur      |
| 240 | 12e  | Troy Crosby     | Canada          | Gardien de but |

### 1985
| No  | Tour | Nom               | Nationalité | Position       |
| --- | ---- | ----------------- | ----------- | -------------- |
| 12  | 1er  | José Charbonneau  | Canada      | Ailier droit   |
| 16  | 1er  | Tom Chorske       | États-Unis  | Ailier droit   |
| 33  | 2e   | Todd Richards     | États-Unis  | Défenseur      |
| 47  | 3e   | Rocky Dundas      | Canada      | Ailier droit   |
| 75  | 4e   | Martin Desjardins | Canada      | Centre         |
| 79  | 4e   | Brent Gilchrist   | Canada      | Ailier gauche  |
| 96  | 5e   | Tom Sagissor      | États-Unis  | Ailier droit   |
| 117 | 6e   | Donald Dufresne   | Canada      | Défenseur      |
| 142 | 7e   | Ed Cristofoli     | Canada      | Ailier droit   |
| 163 | 8e   | Mike Claringbull  | Canada      | Défenseur      |
| 184 | 9e   | Roger Beedon      | États-Unis  | Gardien de but |
| 198 | 10e  | Maurice Mansi     | Canada      | Centre         |
| 205 | 10e  | Chad Arthur       | États-Unis  | Ailier gauche  |
| 226 | 11e  | Michael Bishop    | Canada      | Défenseur      |
| 247 | 12e  | John Ferguson     | Canada      | Ailier gauche  |

### 1986
| No  | Tour | Nom           | Nationalité     | Position       |
| --- | ---- | ------------- | --------------- | -------------- |
| 15  | 1er  | Mark Pederson | Canada          | Ailier gauche  |
| 27  | 2e   | Benoit Brunet | Canada          | Ailier gauche  |
| 57  | 3e   | Jyrki Lumme   | Finlande        | Défenseur      |
| 78  | 4e   | Brent Bobyck  | Canada          | Ailier gauche  |
| 94  | 5e   | Eric Aubertin | Canada          | Ailier gauche  |
| 99  | 5e   | Mario Milani  | Canada          | Ailier droit   |
| 120 | 6e   | Steve Bisson  | Canada          | Défenseur      |
| 141 | 7e   | Lyle Odelein  | Canada          | Défenseur      |
| 162 | 8e   | Rick Hayward  | États-Unis      | Défenseur      |
| 183 | 9e   | Antonin Routa | Tchécoslovaquie | Défenseur      |
| 204 | 10e  | Eric Bohemier | Canada          | Gardien de but |
| 225 | 11e  | Charlie Moore | Canada          | Ailier gauche  |
| 246 | 12e  | Karel Svoboda | Tchécoslovaquie | Ailier droit   |
| 12  | R.S  | Randy Exelby  | Canada          | Gardien de but |

### 1987
| No  | Tour | Nom               | Nationalité | Position       |
| --- | ---- | ----------------- | ----------- | -------------- |
| 17  | 1er  | Andrew Cassels    | Canada      | Centre         |
| 33  | 2e   | John LeClair      | États-Unis  | Ailier gauche  |
| 38  | 2e   | Éric Desjardins   | Canada      | Défenseur      |
| 44  | 3e   | Mathieu Schneider | États-Unis  | Défenseur      |
| 58  | 3e   | François Gravel   | Canada      | Gardien de but |
| 80  | 4e   | Kris Miller       | États-Unis  | Défenseur      |
| 101 | 5e   | Steve McCool      | États-Unis  | Défenseur      |
| 122 | 6e   | Les Kuntar        | États-Unis  | Gardien de but |
| 143 | 7e   | Robert Kelley     | États-Unis  | Ailier gauche  |
| 164 | 8e   | Will Geist        | États-Unis  | Défenseur      |
| 185 | 9e   | Eric Tremblay     | Canada      | Défenseur      |
| 206 | 10e  | Barry McKinlay    | Canada      | Défenseur      |
| 227 | 11e  | Edward Ronan      | États-Unis  | Ailier droit   |
| 248 | 12e  | Bryan Herring     | États-Unis  | Centre         |

### 1988
| No  | Tour | Nom                  | Nationalité      | Position       |
| --- | ---- | -------------------- | ---------------- | -------------- |
| 20  | 1er  | Éric Charron         | Canada           | Défenseur      |
| 34  | 2e   | Martin Saint-Amour   | Canada           | Ailier gauche  |
| 46  | 3e   | Neil Carnes          | États-Unis       | Centre         |
| 83  | 4e   | Patric Kjellberg     | Suède            | Ailier gauche  |
| 93  | 5e   | Peter Popovic        | Suède            | Défenseur      |
| 104 | 5e   | Jean-Claude Bergeron | Canada           | Gardien de but |
| 125 | 6e   | Patrik Carnback      | Suède            | Ailier droit   |
| 146 | 7e   | Tim Chase            | États-Unis       | Défenseur      |
| 167 | 8e   | Sean Hill            | États-Unis       | Défenseur      |
| 188 | 9e   | Harijs Vītoliņš      | Union soviétique | Centre         |
| 209 | 10e  | Yuri Krivokhija      | Union soviétique | Défenseur      |
| 230 | 11e  | Kevin Dahl           | Canada           | Défenseur      |
| 251 | 12e  | David Kunda          | Canada           | Défenseur      |
| 25  | R.S  | Peter Fish           | États-Unis       | Gardien de but |

### 1989
| No  | Tour | Nom               | Nationalité | Position       |
| --- | ---- | ----------------- | ----------- | -------------- |
| 13  | 1er  | Lindsay Vallis    | Canada      | Ailier droit   |
| 30  | 2e   | Patrice Brisebois | Canada      | Défenseur      |
| 41  | 2e   | Steve Larouche    | Canada      | Centre         |
| 51  | 3e   | Pierre Sevigny    | Canada      | Ailier gauche  |
| 83  | 4e   | Andre Racicot     | Canada      | Gardien de but |
| 104 | 5e   | Marc Deschamps    | Canada      | Défenseur      |
| 146 | 7e   | Craig Ferguson    | États-Unis  | Centre         |
| 167 | 8e   | Patrick Lebeau    | Canada      | Ailier gauche  |
| 188 | 9e   | Roy Mitchell      | Canada      | Défenseur      |
| 209 | 10e  | Ed Henrich        | États-Unis  | Défenseur      |
| 230 | 11e  | Justin Duberman   | États-Unis  | Ailier droit   |
| 251 | 12e  | Steve Cadieux     | Canada      | Ailier gauche  |
| 25  | R.S  | Craig Charon      | États-Unis  | Centre         |

### 1990
| No  | Tour | Nom              | Nationalité      | Position      |
| --- | ---- | ---------------- | ---------------- | ------------- |
| 12  | 1er  | Turner Stevenson | Canada           | Ailier droit  |
| 39  | 2e   | Ryan Kuwabara    | Canada           | Ailier droit  |
| 58  | 3e   | Charles Poulin   | Canada           | Centre        |
| 60  | 3e   | Robert Guillet   | Canada           | Ailier droit  |
| 81  | 4e   | Gilbert Dionne   | Canada           | Ailier gauche |
| 102 | 5e   | Paul Di Pietro   | Canada           | Centre        |
| 123 | 6e   | Craig Conroy     | États-Unis       | Centre        |
| 144 | 7e   | Stephen Rohr     | États-Unis       | Centre        |
| 165 | 8e   | Brent Fleetwood  | Canada           | Ailier gauche |
| 186 | 9e   | Derek Maguire    | États-Unis       | Défenseur     |
| 207 | 10e  | Mark Kettelhut   | États-Unis       | Défenseur     |
| 228 | 11e  | John Uniac       | Canada           | Défenseur     |
| 249 | 12e  | Sergei Martinyuk | Union soviétique | Ailier droit  |
| 22  | R.S  | Bruce Coles      | Canada           | Ailier gauche |

### 1991
| No  | Tour | Nom              | Nationalité        | Position      |
| --- | ---- | ---------------- | ------------------ | ------------- |
| 17  | 1er  | Brent Bilodeau   | États-Unis         | Défenseur     |
| 28  | 2e   | Jim Campbell     | États-Unis         | Ailier droit  |
| 43  | 2e   | Craig Darby      | États-Unis         | Centre        |
| 61  | 3e   | Yves Sarault     | Canada             | Ailier gauche |
| 73  | 4e   | Vladimir Vujtek  | République tchèque | Ailier gauche |
| 83  | 4e   | Sylvain Lapointe | Canada             | Défenseur     |
| 100 | 5e   | Brad Layzell     | Canada             | Défenseur     |
| 105 | 5e   | Tony Prpic       | États-Unis         | Ailier droit  |
| 127 | 6e   | Oleg Petrov      | Russie             | Ailier droit  |
| 149 | 7e   | Brady Kramer     | États-Unis         | Centre        |
| 171 | 8e   | Brian Savage     | Canada             | Ailier gauche |
| 193 | 9e   | Scott Fraser     | Canada             | Ailier droit  |
| 215 | 10e  | Greg MacEachern  | Canada             | Défenseur     |
| 237 | 11e  | Paul Lepler      | États-Unis         | Défenseur     |
| 259 | 12e  | Dale Hooper      | États-Unis         | Défenseur     |
| 23  | R.S  | Jeff Torrey      | États-Unis         | Ailier droit  |

### 1992
| No  | Tour | Nom              | Nationalité        | Position       |
| --- | ---- | ---------------- | ------------------ | -------------- |
| 20  | 1er  | David Wilkie     | États-Unis         | Défenseur      |
| 33  | 2e   | Valeri Bure      | Russie             | Ailier droit   |
| 44  | 2e   | Keli Corpse      | Canada             | Centre         |
| 68  | 3e   | Craig Rivet      | Canada             | Défenseur      |
| 82  | 4e   | Louis Bernard    | Canada             | Défenseur      |
| 92  | 4e   | Marc Lamothe     | Canada             | Gardien de but |
| 116 | 5e   | Don Chase        | États-Unis         | Centre         |
| 140 | 6e   | Martin Sychra    | République tchèque | Centre         |
| 164 | 7e   | Christian Proulx | Canada             | Défenseur      |
| 188 | 8e   | Michael Burman   | Canada             | Défenseur      |
| 212 | 9e   | Earl Cronan      | États-Unis         | Ailier gauche  |
| 236 | 10e  | Trent Cavicchi   | Canada             | Gardien de but |
| 260 | 11e  | Hiroyuki Miura   | Japon              | Défenseur      |

### 1993
| No  | Tour | Nom                 | Nationalité | Position       |
| --- | ---- | ------------------- | ----------- | -------------- |
| 21  | 1er  | Saku Koivu          | Finlande    | Centre         |
| 47  | 2e   | Rory Fitzpatrick    | États-Unis  | Défenseur      |
| 73  | 3e   | Sebastien Bordeleau | Canada      | Centre         |
| 85  | 4e   | Adam Wiesel         | États-Unis  | Défenseur      |
| 99  | 4e   | Jean-François Houle | Canada      | Ailier gauche  |
| 113 | 5e   | Jeff Lank           | Canada      | Défenseur      |
| 125 | 5e   | Dion Darling        | Canada      | Défenseur      |
| 151 | 6e   | Darcy Tucker        | Canada      | Ailier droit   |
| 177 | 7e   | David Ruhly         | États-Unis  | Ailier gauche  |
| 203 | 8e   | Alan Letang         | Canada      | Défenseur      |
| 229 | 9e   | Alexandre Duchesne  | Canada      | Ailier gauche  |
| 255 | 10e  | Brain Larochelle    | États-Unis  | Gardien de but |
| 281 | 11e  | Russel Guzior       | États-Unis  | Centre         |

### 1994
| No  | Tour | Nom              | Nationalité        | Position       |
| --- | ---- | ---------------- | ------------------ | -------------- |
| 18  | 1er  | Brad Brown       | Canada             | Défenseur      |
| 44  | 2e   | José Théodore    | Canada             | Gardien de but |
| 54  | 3e   | Chris Murray     | Canada             | Ailier droit   |
| 70  | 3e   | Marko Kiprusoff  | Finlande           | Défenseur      |
| 74  | 3e   | Martin Belanger  | Canada             | Défenseur      |
| 96  | 4e   | Arto Kuki        | Finlande           | Centre         |
| 122 | 5e   | Jimmy Drolet     | Canada             | Défenseur      |
| 148 | 6e   | Joel Irving      | Canada             | Centre         |
| 174 | 7e   | Jessie Rezansoff | Canada             | Ailier droit   |
| 200 | 8e   | Peter Strom      | Suède              | Ailier gauche  |
| 226 | 9e   | Tomas Vokoun     | République tchèque | Gardien de but |
| 252 | 10e  | Chris Aldous     | États-Unis         | Défenseur      |
| 278 | 11e  | Ross Parsons     | Canada             | Défenseur      |

### 1995
| No  | Tour | Nom                | Nationalité        | Position      |
| --- | ---- | ------------------ | ------------------ | ------------- |
| 8   | 1er  | Terry Ryan         | Canada             | Ailier gauche |
| 60  | 3e   | Miloslav Guren     | République tchèque | Défenseur     |
| 74  | 3e   | Martin Hohenberger | Autriche           | Ailier gauche |
| 86  | 4e   | Jonathan Delisle   | Canada             | Ailier droit  |
| 112 | 5e   | Niklas Anger       | Suède              | Ailier droit  |
| 138 | 6e   | Boyd Olson         | Canada             | Centre        |
| 164 | 7e   | Stephane Robidas   | Canada             | Défenseur     |
| 190 | 8e   | Greg Hart          | Canada             | Ailier droit  |
| 216 | 9e   | Éric Houde         | Canada             | Centre        |

### 1996
| No  | Tour | Nom                | Nationalité        | Position       |
| --- | ---- | ------------------ | ------------------ | -------------- |
| 18  | 1er  | Matt Higgins       | Canada             | Centre         |
| 44  | 2e   | Mathieu Garon      | Canada             | Gardien de but |
| 71  | 3e   | Arron Asham        | Canada             | Ailier droit   |
| 92  | 4e   | Kim Staal          | Danemark           | Ailier gauche  |
| 99  | 4e   | Étienne Drapeau    | Canada             | Centre         |
| 127 | 5e   | Daniel Archambault | Canada             | Défenseur      |
| 154 | 6e   | Brett Clark        | République tchèque | Défenseur      |
| 181 | 7e   | Timo Vertala       | Finlande           | Ailier gauche  |
| 207 | 8e   | Mattia Baldi       | Suisse             | Ailier gauche  |
| 233 | 9e   | Michel Tremblay    | Canada             | Ailier gauche  |

### 1997
| No  | Tour | Nom                 | Nationalité        | Position     |
| --- | ---- | ------------------- | ------------------ | ------------ |
| 11  | 1er  | Jason Ward          | Canada             | Ailier droit |
| 37  | 2e   | Gregor Baumgartner  | Autriche           | Ailier droit |
| 65  | 3e   | Ilkka Mikkola       | Finlande           | Défenseur    |
| 91  | 4e   | Daniel Tetrault     | Canada             | Défenseur    |
| 118 | 5e   | Konstantin Sidoulov | Russie             | Défenseur    |
| 122 | 5e   | Gennady Razin       | Ukraine            | Défenseur    |
| 145 | 6e   | Jonathan Desroches  | Canada             | Défenseur    |
| 172 | 7e   | Ben Guite           | Canada             | Centre       |
| 197 | 8e   | Petr Kubos          | République tchèque | Défenseur    |
| 202 | 8e   | Andrei Sidyakin     | Russie             | Ailier droit |
| 228 | 9e   | Jarl-Espen Ygranes  | Norvège            | Défenseur    |

### 1998
| No  | Tour | Nom                 | Nationalité | Position      |
| --- | ---- | ------------------- | ----------- | ------------- |
| 16  | 1er  | Éric Chouinard      | États-Unis  | Centre        |
| 45  | 2e   | Mike Ribeiro        | Canada      | Centre        |
| 75  | 3e   | François Beauchemin | Canada      | Défenseur     |
| 132 | 5e   | Andrei Bashkirov    | Russie      | Ailier gauche |
| 152 | 6e   | Gordie Dwyer        | Canada      | Ailier gauche |
| 162 | 6e   | Andrei Markov       | Russie      | Défenseur     |
| 189 | 7e   | Andrei Kruchinin    | Kazakhstan  | Défenseur     |
| 201 | 8e   | Craig Murray        | Canada      | Centre        |
| 216 | 8e   | Michael Ryder       | Canada      | Ailier droit  |
| 247 | 9e   | Darcy Harris        | Canada      | Ailier droit  |

### 1999
| No  | Tour | Nom                | Nationalité | Position       |
| --- | ---- | ------------------ | ----------- | -------------- |
| 39  | 2e   | Alexander Buturlin | Russie      | Ailier gauche  |
| 58  | 2e   | Matt Carkner       | Canada      | Défenseur      |
| 97  | 4e   | Chris Dyment       | États-Unis  | Défenseur      |
| 107 | 4e   | Evan Lindsay       | Canada      | Gardien de but |
| 136 | 5e   | Dustin Jamieson    | Canada      | Ailier gauche  |
| 145 | 5e   | Marc-André Thinel  | Canada      | Ailier droit   |
| 150 | 5e   | Matt Shasby        | États-Unis  | Défenseur      |
| 167 | 6e   | Sean Dixon         | Canada      | Défenseur      |
| 196 | 7e   | Vadim Tarasov      | Kazakhstan  | Gardien de but |
| 225 | 8e   | Mikko Hyytia       | Finlande    | Centre         |
| 253 | 9e   | Jerome Marois      | Canada      | Ailier gauche  |

### 2000
| No  | Tour | Nom                | Nationalité        | Position       |
| --- | ---- | ------------------ | ------------------ | -------------- |
| 13  | 1er  | Ron Hainsey        | États-Unis         | Défenseur      |
| 16  | 1er  | Marcel Hossa       | Slovaquie          | Ailier gauche  |
| 78  | 3e   | Jozef Balej        | Slovaquie          | Ailier droit   |
| 79  | 3e   | Tyler Hanchuck     | Canada             | Défenseur      |
| 109 | 4e   | Johan Eneqvist     | Suède              | Ailier droit   |
| 114 | 4e   | Christian Larrivée | Canada             | Centre         |
| 145 | 5e   | Ryan Glenn         | Canada             | Défenseur      |
| 172 | 6e   | Scott Selig        | États-Unis         | Centre         |
| 182 | 6e   | Petr Chvojka       | République tchèque | Défenseur      |
| 243 | 8e   | Joni Puurula       | Finlande           | Gardien de but |
| 275 | 9e   | Jonathan Gauthier  | Canada             | Défenseur      |

### 2001
| No  | Tour | Nom                  | Nationalité        | Position      |
| --- | ---- | -------------------- | ------------------ | ------------- |
| 7   | 1er  | Mike Komisarek       | États-Unis         | Défenseur     |
| 25  | 1er  | Alexander Perezhogin | Kazakhstan         | Centre        |
| 37  | 2e   | Duncan Milroy        | Canada             | Ailier droit  |
| 71  | 3e   | Tomáš Plekanec       | République tchèque | Ailier gauche |
| 109 | 4e   | Martti Järventie     | Finlande           | Défenseur     |
| 171 | 6e   | Eric Himelfarb       | Canada             | Centre        |
| 203 | 7e   | Andrew Archer        | Canada             | Défenseur     |
| 266 | 9e   | Viktor Ujčík         | République tchèque | Ailier gauche |

### 2002
| No  | Tour | Nom                 | Nationalité        | Position     |
| --- | ---- | ------------------- | ------------------ | ------------ |
| 14  | 1er  | Christopher Higgins | États-Unis         | Centre       |
| 45  | 2e   | Tomas Linhart       | République tchèque | Défenseur    |
| 99  | 4e   | Michaël Lambert     | Canada             | Centre       |
| 182 | 6e   | Andre Deveaux       | Canada             | Centre       |
| 212 | 7e   | Jonathan Ferland    | Canada             | Ailier droit |
| 275 | 9e   | Konstantin Korneïev | Russie             | Défenseur    |

### 2003
| No  | Tour | Nom                        | Nationalité | Position       |
| --- | ---- | -------------------------- | ----------- | -------------- |
| 10  | 1er  | Andrei Kostitsyn           | Biélorussie | Ailier gauche  |
| 40  | 2e   | Cory Urquhart              | Canada      | Centre         |
| 61  | 2e   | Maxim Lapierre             | Canada      | Centre         |
| 79  | 3e   | Ryan O'Byrne               | Canada      | Défenseur      |
| 113 | 4e   | Corey Locke                | Canada      | Centre         |
| 123 | 4e   | Danny Stewart              | Canada      | Ailier gauche  |
| 177 | 6e   | Christopher Heino-Lindberg | Suède       | Gardien de but |
| 188 | 6e   | Mark Flood                 | Canada      | Défenseur      |
| 217 | 7e   | Oskari Korpikari           | Finlande    | Défenseur      |
| 241 | 8e   | Jimmy Bonneau              | Canada      | Ailier gauche  |
| 271 | 9e   | Jaroslav Halák             | Slovaquie   | Gardien de but |

### 2004
| No  | Tour | Nom                | Nationalité | Position       |
| --- | ---- | ------------------ | ----------- | -------------- |
| 18  | 1re  | Kyle Chipchura     | Canada      | Centre         |
| 84  | 3e   | Alexei Emelin      | Russie      | Défenseur      |
| 100 | 4e   | James Wyman        | États-Unis  | Ailier droit   |
| 150 | 5e   | Mikhaïl Grabovski  | Biélorussie | Centre         |
| 181 | 6e   | Loïc Lacasse       | Canada      | Gardien de but |
| 212 | 7e   | Jon Gleed          | Canada      | Défenseur      |
| 246 | 8e   | Gregory Stewart    | Canada      | Ailier gauche  |
| 262 | 9e   | Mark Streit        | Suisse      | Défenseur      |
| 278 | 9e   | Alex Dulac-Lemelin | Canada      | Défenseur      |

### 2005
| No  | Tour | Nom                   | Nationalité | Position       |
| --- | ---- | --------------------- | ----------- | -------------- |
| 5   | 1er  | Carey Price           | Canada      | Gardien de but |
| 45  | 2e   | Guillaume Latendresse | Canada      | Ailier droit   |
| 121 | 4e   | Juraj Mikúš           | Slovaquie   | Centre         |
| 130 | 5e   | Mathieu Aubin         | Canada      | Centre         |
| 190 | 6e   | Matt D'Agostini       | Canada      | Ailier droit   |
| 200 | 7e   | Sergei Kostitsyn      | Biélorussie | Ailier gauche  |
| 229 | 7e   | Philippe Paquet       | Canada      | Défenseur      |

### 2006
| No  | Tour | Nom              | Nationalité | Position  |
| --- | ---- | ---------------- | ----------- | --------- |
| 20  | 1er  | David Fischer    | États-Unis  | Défenseur |
| 49  | 2e   | Ben Maxwell      | Canada      | Centre    |
| 53  | 2e   | Mathieu Carle    | Canada      | Défenseur |
| 66  | 3e   | Ryan White       | Canada      | Centre    |
| 139 | 5e   | Pavel Valentenko | Russie      | Défenseur |
| 199 | 7e   | Cameron Cepek    | États-Unis  | Défenseur |

### 2007
| No  | Tour | Nom                 | Nationalité | Position      |
| --- | ---- | ------------------- | ----------- | ------------- |
| 12  | 1er  | Ryan McDonagh       | États-Unis  | Défenseur     |
| 22  | 1er  | Max Pacioretty      | États-Unis  | Ailier gauche |
| 43  | 2e   | Pernell-Karl Subban | Canada      | Défenseur     |
| 65  | 3e   | Olivier Fortier     | Canada      | Centre        |
| 73  | 3e   | Yannick Weber       | Suisse      | Défenseur     |
| 133 | 5e   | Joe Stejskal        | États-Unis  | Défenseur     |
| 142 | 5e   | Andrew Conboy       | États-Unis  | Ailier gauche |
| 163 | 6e   | Nichlas Torp        | Suède       | Défenseur     |
| 192 | 6e   | Scott Kishel        | États-Unis  | Ailier gauche |

### 2008
| No  | Tour | Nom             | Nationalité | Position       |
| --- | ---- | --------------- | ----------- | -------------- |
| 56  | 2e   | Danny Kristo    | États-Unis  | Ailier droit   |
| 86  | 3e   | Steve Quailer   | États-Unis  | Ailier droit   |
| 116 | 4e   | Jason Missiaen  | Canada      | Gardien de but |
| 138 | 5e   | Maksim Trouniov | Russie      | Centre         |
| 206 | 7e   | Patrick Johnson | États-Unis  | Centre         |

### 2009
| No  | Tour | Nom              | Nationalité | Position       |
| --- | ---- | ---------------- | ----------- | -------------- |
| 18  | 1er  | Louis Leblanc    | Canada      | Centre         |
| 65  | 3e   | Joonas Nattinen  | Finlande    | Centre         |
| 79  | 3e   | Mac Bennett      | États-Unis  | Défenseur      |
| 109 | 4e   | Alexander Avtsin | Russie      | Ailier droit   |
| 139 | 5e   | Gabriel Dumont   | Canada      | Centre         |
| 169 | 6e   | Dustin Walsh     | Canada      | Centre         |
| 199 | 7e   | Michael Cichy    | États-Unis  | Centre         |
| 211 | 7e   | Petteri Simila   | Finlande    | Gardien de but |

### 2010
| No  | Tour | Nom               | Nationalité | Position      |
| --- | ---- | ----------------- | ----------- | ------------- |
| 22  | 1er  | Jarred Tinordi    | États-Unis  | Défenseur     |
| 113 | 4e   | Mark McMillan     | Canada      | Centre        |
| 117 | 4e   | Morgan Ellis      | Canada      | Défenseur     |
| 147 | 5e   | Brendan Gallagher | Canada      | Ailier droit  |
| 207 | 7e   | John Westin       | Suède       | Ailier gauche |

### 2011
| No  | Tour | Nom                 | Nationalité        | Position      |
| --- | ---- | ------------------- | ------------------ | ------------- |
| 17  | 1er  | Nathan Beaulieu     | Canada             | Défenseur     |
| 97  | 4e   | Josiah Didier       | États-Unis         | Défenseur     |
| 108 | 4e   | Olivier Archambault | Canada             | Ailier gauche |
| 113 | 4e   | Magnus Nygren       | Suède              | Défenseur     |
| 138 | 5e   | Darren Dietz        | Canada             | Défenseur     |
| 168 | 6e   | Daniel Pribyl       | République tchèque | Centre        |
| 198 | 7e   | Colin Sullivan      | États-Unis         | Défenseur     |

### 2012
| No  | Tour | Nom                  | Nationalité | Position      |
| --- | ---- | -------------------- | ----------- | ------------- |
| 3   | 1er  | Alex Galchenyuk      | États-Unis  | Centre        |
| 33  | 2e   | Sebastian Collberg   | Suède       | Ailier droit  |
| 51  | 2e   | Dalton Thrower       | Canada      | Défenseur     |
| 64  | 3e   | Timothé Bozon        | États-Unis  | Ailier gauche |
| 94  | 4e   | Brady Vail           | États-Unis  | Centre        |
| 122 | 5e   | Charles Simard-Hudon | Canada      | Ailier gauche |
| 154 | 6e   | Erik Nyström         | Suède       | Ailier gauche |

### 2013
| No  | Tour | Nom              | Nationalité | Position       |
| --- | ---- | ---------------- | ----------- | -------------- |
| 25  | 1er  | Michael McCarron | États-Unis  | Ailier droit   |
| 34  | 2e   | Jacob de la Rose | Suède       | Ailier gauche  |
| 36  | 2e   | Zachary Fucale   | Canada      | Gardien de but |
| 55  | 2e   | Artturi Lehkonen | Finlande    | Ailier gauche  |
| 71  | 3e   | Connor Crisp     | Canada      | Ailier gauche  |
| 86  | 3e   | Sven Andrighetto | Suisse      | Ailier droit   |
| 116 | 4e   | Martin Réway     | Slovaquie   | Ailier gauche  |
| 176 | 6e   | Jérémy Grégoire  | Canada      | Centre         |

### 2014
| No  | Tour | Nom                | Nationalité | Position       |
| --- | ---- | ------------------ | ----------- | -------------- |
| 26  | 1er  | Nikita Scherbak    | Russie      | Ailier gauche  |
| 73  | 3e   | Brett Lernout      | Canada      | Défenseur      |
| 125 | 5e   | Nikolas Koberstein | Canada      | Défenseur      |
| 147 | 5e   | Daniel Audette     | Canada      | Centre         |
| 177 | 6e   | Hayden Hawkey      | États-Unis  | Gardien de but |
| 207 | 7e   | Jake Evans         | Canada      | Ailier droit   |

### 2015
| No  | Tour | Nom              | Nationalité | Position      |
| --- | ---- | ---------------- | ----------- | ------------- |
| 26  | 1er  | Noah Juulsen     | Canada      | Défenseur     |
| 87  | 3e   | Lukas Vejdemo    | Suède       | Centre        |
| 131 | 5e   | Matthew Bradley  | Canada      | Centre        |
| 177 | 6e   | Simon Bourque    | Canada      | Défenseur     |
| 207 | 7e   | Jeremiah Addison | Canada      | Ailier gauche |

### 2016
| No  | Tour | Nom                 | Nationalité | Position  |
| --- | ---- | ------------------- | ----------- | --------- |
| 9   | 1er  | Mikhaïl Sergatchiov | Russie      | Défenseur |
| 70  | 3e   | William Bitten      | Canada      | Centre    |
| 100 | 4e   | Victor Mete         | Canada      | Défenseur |
| 124 | 5e   | Casey Staum         | États-Unis  | Défenseur |
| 160 | 6e   | Michael Pezzetta    | Canada      | Centre    |
| 187 | 7e   | Arvid Henrikson     | Suède       | Défenseur |

### 2017
| No  | Tour | Nom            | Nationalité | Position       |
| --- | ---- | -------------- | ----------- | -------------- |
| 25  | 1er  | Ryan Poehling  | États-Unis  | Centre         |
| 56  | 2e   | Josh Brook     | Canada      | Défenseur      |
| 58  | 2e   | Joni Ikonen    | Finlande    | Centre         |
| 68  | 3e   | Scott Walford  | Canada      | Défenseur      |
| 87  | 3e   | Cale Fleury    | Canada      | Défenseur      |
| 149 | 5e   | Jarret Tyszka  | Canada      | Défenseur      |
| 199 | 7e   | Cayden Primeau | États-Unis  | Gardien de but |

### 2018
| No  | Tour | Nom                | Nationalité | Position      |
| --- | ---- | ------------------ | ----------- | ------------- |
| 3   | 1er  | Jesperi Kotkaniemi | Finlande    | Centre        |
| 35  | 2e   | Jesse Ylönen       | Finlande    | Ailier droit  |
| 38  | 2e   | Aleksandr Romanov  | Russie      | Défenseur     |
| 56  | 2e   | Jacob Olofsson     | Suède       | Centre        |
| 66  | 3e   | Cameron Ellis      | Canada      | Centre        |
| 71  | 3e   | Jordan Harris      | États-Unis  | Défenseur     |
| 97  | 4e   | Allan McShane      | Canada      | Centre        |
| 123 | 4e   | Jack Gorniak       | États-Unis  | Ailier gauche |
| 128 | 5e   | Cole Fonstad       | Canada      | Centre        |
| 133 | 5e   | Samuel Houde       | Canada      | Centre        |
| 190 | 7e   | Brett Stapley      | Canada      | Centre        |

### 2019
| No  | Tour | Nom                    | Nationalité | Position       |
| --- | ---- | ---------------------- | ----------- | -------------- |
| 15  | 1er  | Cole Caufield          | États-Unis  | Ailier droit   |
| 46  | 2e   | Jayden Struble         | États-Unis  | Défenseur      |
| 64  | 3e   | Mattias Norlinder      | Suède       | Défenseur      |
| 77  | 3e   | Gianni Fairbrother     | Canada      | Défenseur      |
| 126 | 5e   | Jacob Leguerrier       | Canada      | Défenseur      |
| 131 | 5e   | Rhett Pitlick          | Canada      | Ailier gauche  |
| 138 | 5e   | Frederik Nissen Dichow | Danemark    | Gardien de but |
| 170 | 6e   | Arsen Khisamutdinov    | Russie      | Centre         |
| 201 | 7e   | Rafaël Harvey-Pinard   | Canada      | Ailier gauche  |
| 206 | 7e   | Kieran Ruscheinski     | Canada      | Défenseur      |

### 2020
| No  | Tour | Nom               | Nationalité        | Position       |
| --- | ---- | ----------------- | ------------------ | -------------- |
| 16  | 1er  | Kaiden Guhle      | Canada             | Défenseur      |
| 47  | 2e   | Luke Tuch         | États-Unis         | Ailier gauche  |
| 48  | 2e   | Jan Myšák         | République tchèque | Centre         |
| 102 | 4e   | Jack Smith        | États-Unis         | Centre         |
| 109 | 4e   | Blake Biondi      | États-Unis         | Centre         |
| 124 | 4e   | Sean Farrell      | États-Unis         | Centre         |
| 136 | 5e   | Jakub Dobeš       | République tchèque | Gardien de but |
| 171 | 6e   | Aleksandr Gordine | Russie             | Ailier droit   |

### 2021
| No  | Tour | Nom             | Nationalité | Position       |
| --- | ---- | --------------- | ----------- | -------------- |
| 31  | 1er  | Logan Mailloux  | Canada      | Défenseur      |
| 63  | 2e   | Riley Kidney    | Canada      | Centre         |
| 64  | 2e   | Oliver Kapanen  | Finlande    | Centre         |
| 87  | 3e   | Dmitri Kostenko | Russie      | Défenseur      |
| 113 | 4e   | William Trudeau | Canada      | Défenseur      |
| 142 | 5e   | Daniil Sobolev  | Russie      | Défenseur      |
| 150 | 5e   | Joshua Roy      | Canada      | Ailier droit   |
| 191 | 6e   | Xavier Simoneau | Canada      | Centre         |
| 214 | 7e   | Joe Vrbetic     | Canada      | Gardien de but |

### 2022
| No  | Tour | Nom              | Nationalité | Position       |
| --- | ---- | ---------------- | ----------- | -------------- |
| 1   | 1er  | Juraj Slafkovský | Slovaquie   | Ailier gauche  |
| 26  | 1er  | Filip Mešár      | Slovaquie   | Ailier droit   |
| 33  | 2e   | Owen Beck        | Canada      | Centre         |
| 62  | 2e   | Lane Hutson      | États-Unis  | Défenseur      |
| 75  | 3e   | Vinzenz Rohrer   | Autriche    | Centre         |
| 92  | 3e   | Adam Engström    | Suède       | Défenseur      |
| 127 | 4e   | Cedrick Guindon  | Canada      | Ailier gauche  |
| 130 | 5e   | Jared Davidson   | Canada      | Centre         |
| 162 | 6e   | Emmett Croteau   | Canada      | Gardien de but |
| 194 | 7e   | Petteri Nurmi    | Finlande    | Défenseur      |
| 216 | 7e   | Miguël Tourigny  | Canada      | Défenseur      |

### 2023
| No  | Tour | Nom                | Nationalité | Position       |
| --- | ---- | ------------------ | ----------- | -------------- |
| 7   | 1er  | David Reinbacher   | Autriche    | Défenseur      |
| 69  | 3e   | Jacob Fowler       | États-Unis  | Gardien de but |
| 101 | 4e   | Florian Xhekaj     | Canada      | Ailier gauche  |
| 110 | 4e   | Bogdan Koniouchkov | Russie      | Défenseur      |
| 128 | 4e   | Quentin Miller     | Canada      | Gardien de but |
| 133 | 5e   | Sam Harris         | États-Unis  | Ailier gauche  |
| 144 | 5e   | Yevgeni Volokhin   | Russie      | Gardien de but |
| 165 | 6e   | Filip Eriksson     | Suède       | Centre         |
| 197 | 7e   | Luke Mittelstadt   | États-Unis  | Défenseur      |

### 2024
| No  | Tour | Nom             | Nationalité | Position       |
| --- | ---- | --------------- | ----------- | -------------- |
| 5   | 1er  | Ivan Demidov    | Russie      | Ailier droit   |
| 21  | 1er  | Michael Hage    | Canada      | Centre         |
| 70  | 3e   | Aatos Koivu     | Finlande    | Centre         |
| 78  | 3e   | Logan Sawyer    | Canada      | Centre         |
| 102 | 4e   | Owen Protz      | Canada      | Défenseur      |
| 130 | 5e   | Tyler Thorpe    | Canada      | Ailier droit   |
| 144 | 5e   | Mikus Vecvanags | Lettonie    | Gardien de but |
| 165 | 6e   | Ben Merrill     | États-Unis  | Centre         |
| 197 | 7e   | Makar Khanin    | Russie      | Ailier droit   |
| 224 | 7e   | Rasmus Berqvist | Suède       | Défenseur      |

### 2025
| No  | Tour | Nom                | Nationalité | Position       |
| --- | ---- | ------------------ | ----------- | -------------- |
| 34  | 2e   | Aleksandr Jarovski | Russie      | Ailier droit   |
| 69  | 3e   | Hayden Paupanekis  | Canada      | Centre         |
| 81  | 3e   | Bryce Pickford     | Canada      | Défenseur      |
| 82  | 3e   | Arseni Radzkou     | Biélorussie | Gardien de but |
| 113 | 4e   | John Mooney        | États-Unis  | Centre         |
| 145 | 5e   | Alexis Cournoyer   | Canada      | Gardien de but |
| 177 | 6e   | Carlos Händel      | Allemagne   | Défenseur      |
| 189 | 6e   | Andrew MacNiel     | Canada      | Défenseur      |
| 209 | 7e   | Max Vig            | États-Unis  | Défenseur      |